# Chojna
Chojna là một thị trấn thuộc huyện Gryfiński, tỉnh Zachodniopomorskie ở tây-bắc Ba Lan. Thị trấn có diện tích 12 km². Đến ngày 1 tháng 1 năm 2011, dân số của thị trấn là 7374 người và mật độ 608 người/km².